# Limnozetella endroedyi
Limnozetella endroedyi är en kvalsterart som först beskrevs av Sandór Mahunka 1985.  Limnozetella endroedyi ingår i släktet Limnozetella och familjen Limnozetidae. Inga underarter finns listade i Catalogue of Life.